# Clonio
Clonio (in greco antico: Κλονίος?, Kloníos) è un personaggio della mitologia greca, un capitano acheo proveniente dalla Beozia che prese parte alla guerra di Troia.

## Mitologia
Clonio, capitano beota, è nominato solamente due volte nell'Iliade. Nel libro II è ricordato tra i condottieri achei che giunsero in ausilio ai due Atridi, Agamennone e Menelao, per vendicare l'oltraggio subito da quest'ultimo (Menelao, infatti, era il re di Sparta, marito della rapita Elena).
Sebbene fosse al comando degli eserciti provenienti dai più remoti luoghi della Beozia, Clonio non appare come il comandante assoluto dei Beoti. Figlio di Lacrito e di Cleobule, questo era giunto a Troia come alleato degli Achei, conducendo nove navi con sé dalla Beozia. Egli assume il ruolo esclusivo di luogotenente, insieme ad altri capitani beoti, Arcesilao e Protoenore.

Omero parla di ciò molto esplicitamente:
(Omero, Iliade, libro II, versi 494-498. Traduzione di Rosa Calzecchi Onesti)

### Morte in battaglia
Insieme ai suoi compagni provenienti dalla Beozia, Clonio non assume un ruolo particolarmente rilevante nella guerra. Nel poema, infatti, egli non viene mai nominato in rapporto alle sue gesta.
Proprio in battaglia, però, egli perde la vita, ucciso per mano dell'avversario Agenore, figlio di Antenore.
Non si sa se bisogna identificare questo Clonio col capo beota, dato che Omero non ci fornisce altre informazioni sull'identità di questa vittima. Ma, dato che nell'Iliade egli non viene più nominato, né nei poemi successivi, allora molto probabilmente è da identificarlo con questo morto, caduta durante il contrattacco troiano alle navi.

### Fonti
- Omero, Iliade, libro II, versi 494-498; libro XV, verso 340.
- Igino, Fabulae, 97 e 113.

### Traduzioni delle fonti
- Rosa Calzecchi Onesti, Omero. Iliade, seconda edizione, Torino, Einaudi, 1990, ISBN 978-88-06-17694-5.
- Marina Cavalli, Apollodoro, Biblioteca. Testo originale a fronte, Milano, Oscar Mondadori, 2008, ISBN 978-88-04-55637-4. Traduzione di Marina Cavalli.
- Rosa Calzecchi Onesti, Omero. Iliade, seconda edizione, Torino, Einaudi, 1990, ISBN 978-88-06-17694-5.

### Moderna
- Pierre Grimal, Dizionario di mitologia, Parigi, Garzanti, 2005, ISBN 88-11-50482-1. Traduzione di Pier Antonio Borgheggiani.